# International Zetetic challenge
La International Zetetic challenge (dal greco zêtêin, "cercare") è stata una sfida tesa a quanti dichiarassero di poter dimostrare un qualunque fenomeno paranormale, sulla base dell'idea che "l'onere della prova compete a chi fa un'affermazione di qualcosa fuori dell'ordinario".
La sfida, lanciata nel 1987, è rimasta aperta fino al 2002, arrivando ad offrire negli ultimi anni un premio di duecentomila euro ad "ogni persona che potesse provare qualunque fenomeno paranormale dinanzi a Henri Broch, Gérard Majax, Jacques Theodor" (i membri del  Laboratorio di Zetetica di Nizza).
Henri Broch è professore di fisica all'Università di Nizza Sophia-Antipolis (Francia); Jacques Theodor è un ricercatore all'Università di Parigi e Gérard Majax un prestigiatore professionista.
I test vennero svolti presso il Laboratorio di Zetetica dell'Università Sophia-Antipolis di Nizza.
Inizialmente, nel 1987, il premio era di cinquecentomila franchi francesi.
Al decimo anniversario (1997) fu alzato ad un milione di franchi, ed infine, nel 1999, fu portato al valore di duecentomila euro (circa trecentoquindicimila franchi svizzeri), assumendo la denominazione di "Prize-Challenge Broch-Majax-Theodor".
Dopo quindici anni di prove sperimentali, nel tentativo di osservare dal vivo un evento paranormale, i proponenti decisero che i risultati nulli ottenuti fino a quel momento ed il tempo e le energie spese nel valutare l'enorme quantità di "proposte eccessivamente capricciose" non giustificassero più l'esistenza della sfida e del relativo premio.
Al giorno d'oggi, il Laboratorio di Zetetica continua la sua attività di investigazione dei presunti fenomeni o capacità paranormali ed è ancora aperto (al di fuori del premio) a mettere alla prova serie proposte riguardanti il paranormale. 

## I test dei candidati
Nei quindici anni in cui la sfida è stata aperta, 264 persone hanno contattato il laboratorio affermando di possedere capacità paranormali. 
La gran parte di esse, dopo aver raggiunto un accordo sulla procedura da seguire, ha poi sostenuto dei test in laboratorio.
I resoconti dei test sono riportati sul sito del laboratorio.
È molto interessante notare dalle fotografie l'atmosfera cordiale in cui questi esperimenti erano condotti, con l'evidente reciproca fiducia fra le due parti in gioco (gli sperimentatori, ad esempio, non mettevano generalmente in dubbio la buona fede dei candidati).
In tutti gli esperimenti il risultato sperimentale è stato negativo.
Ma la caratteristica notevole, e comune a tutti i casi, era il divario fra le dichiarazioni dei candidati (sulle loro conclamate capacità) ed i risultati totalmente negativi ottenuti da essi anche nei più elementari dei test.